# Stenabohöjden
Stenabohöjden är Östergötlands högsta punkt, cirka 328 m över havet. Den är belägen  i Ydre kommun i landskapets sydligaste del, fågelvägen cirka 8 kilometer syd-sydväst om Österbymo och ungefär lika långt utefter den lite större och genare vägen från Rydsnäs.